# برتراند ماير
برتراند ماير (بالفرنسية: Bertrand Meyer)‏ ولد في 21 نوفمبر 1950، هو أكاديمي فرنسي، كاتب، وخبير استشاري في مجال لغات برمجة الحاسوب. قام بإنشاء لغة البرمجة ايفل، وفكرة التصميم بالعقود.